# All Around the World (canción de Paulina Rubio)
«All Around The World» —en español: «Alrededor Del Mundo»— es una canción interpretada por la cantante mexicana de pop latino Paulina Rubio e incluida en el año 2011 en su décimo álbum de estudio Brava!. La canción pop está influenciada penetrada mente por los sonidos dance y electro y fue considerada como «el siguiente gran éxito musical después de Y Yo Sigo Aquí». Fue escrita por la propia cantante junto a su actual mancuerna Nadir Khayat o más conocido como RedOne, ambos recurrieron a Bilal Hajji, Teddy Sky y Jimmy Jokek para estructural el resto de la canción.
Esta canción es el tema oficial del movimiento Zumba.

## Recepción

### Comentarios de la crítica
All Around the World recibió críticas positivas por parte de los críticos de la música contemporanéa. Jimmy Harton dijo que l canción será un éxito total en las pistas de baile.

### Desempeño comercial
El 22 de agosto de 2012, el sello discográfico Universal Music lanzó a la canción a las radios de Estados Unidos y España y descarga digital para América Latina.
- Datos: Q4728611